# Puntate di Hornblower
Le puntate della miniserie televisiva Hornblower sono andate in onda nel Regno Unito dal 1998 al 2003 su ITV1.
| Stagione    | Titolo originale               | Titolo italiano          | Prima TV Regno Unito | Prima TV Italia |
| ----------- | ------------------------------ | ------------------------ | -------------------- | --------------- |
| 1ª stagione | The Even Chance                | Un'altra opportunità     | 7 ottobre 1998       | 15 giugno 2003  |
| 1ª stagione | The Examination for Lieutenant | Rotte parallele          | 18 novembre 1998     | 22 giugno 2003  |
| 1ª stagione | The Duchess and the Devil      | Il diavolo e la duchessa | 24 febbraio 1999     | 29 giugno 2003  |
| 1ª stagione | The Frogs and the Lobsters     | Rane e gamberi           | 2 aprile 1999        | 6 luglio 2003   |
| 2ª stagione | Mutiny                         | Gloria e disonore        | 24 marzo 2002        | 13 luglio 2003  |
| 2ª stagione | Retribution                    | Il prezzo dell'amicizia  | 25 marzo 2002        | 20 luglio 2003  |
| 3ª stagione | Loyalty                        | L'onore è salvo          | 5 gennaio 2003       | 27 luglio 2003  |
| 3ª stagione | Duty                           | L'arte del comando       | 6 gennaio 2003       | 3 agosto 2003   |

## Un'altra opportunità
- Titolo originale: The Even Chance (aka The Duel)
- Diretta da: Andrew Grieve

### Trama
1793 - Una tempesta di gennaio infierisce ruggente sulla Manica, un battello a remi cerca di raggiungere il vascello di linea Justinian, ormeggiato nella baia di Spithead. A bordo, verdognolo per il mal di mare, troviamo un ufficiale, il nostro eroe, il diciassettenne Orazio Hornblower. A bordo dovrà conquistarsi il rispetto dei rozzi marinai da anni in mare, degli ufficiali più anziani e del comandante, un vecchio lupo di mare, ormai ad un passo dal congedo. La vita di bordo sulla nave scuola scorre tranquilla, sino al ritorno inaspettato di Simpson, guardiamarina anziano, che ha fallito l'esame da tenente. Prende subito di mira il nuovo arrivato, studiando tutte le torture possibili. Dopo aver pensato al suicidio, Hornblower sfrutta la falsa accusa di barare a carte per sfidare Simpson a duello, ma il suo amico, guardiamarina Clayton, lo stordisce e ne prende il posto, rimanendo mortalmente ferito. Nel frattempo scoppia la guerra con la Francia e Hornblower con gli altri guardiamarina Kennedy, Hether e Cleveland vengono trasferiti sulla fregata Indefatigable (soprannominata Indy) agli ordini del comandante Pellew. Simpson è in convalescenza e non viene trasferito, la sua indisciplinata divisione passa ad Hornblower. Simpson viene raccolto insieme ad altri naufraghi del Justinian, affondato dalla fregata francese Papillon. Il comandante Pellew decide di andarne in caccia. Durante l'assalto notturno Simpson manda Kennedy alla deriva e tenta di uccidere Hornblower, che colpito cade in mare e viene recuperato dal marinaio Finch. 
Sulla via del ritorno verso la Indy, la Papillon è sotto il fuoco delle batterie costiere. I due ufficiali superiori, tenente Eccleston e tenente Chadd rimangono uccisi, e il tenente Eccleston fa appena in tempo a dare il comando a Hornblower. Simpson tenta di sfidare l'autorità di Hornblower, ma Hornblower dice al signor Bowles (il capitano della nave), che se il signor Simpson resiste "ha il mio permesso di sparargli". Simpson viene messo agli arresti e la Papillon muove l'attacco alle tre navi francesi che nel frattempo hanno impegnato l'Indy. Al termine del combattimento Simpson chiede un secondo duello, durante il quale tenta di uccidere a tradimento Hornblower, che l'aveva risparmiato, ma viene freddato dal comandante Pellew, appostato poco distante.
- Interpreti: Ioan Gruffudd (Guardiamarina Orazio Hornblower), Robert Lindsay (Capitano Sir Edward Pellew), Dorian Healy (Guardiamarina Jack Simpson), Michael Byrne (Capitano Keene), Robert Bathurst (Tenente Eccleston), Duncan Bell (Guardiamarina Clayton), Paul Copley (Matthews), Sean Gilder (Styles), Simon Sherlock (Oldroyd), Chris Barnes (Finch), Jamie Bamber (Guardiamarina Archie Kennedy), Colin MacLachlan (Bowles), Roger May (Tenente Chadd), Vincent Grass (Capitano Forget), Richard Lumsden (Guardiamarina Hether)

## Rotte parallele
- Titolo originale: The Examination for Lieutenant (aka The Fire Ships)
- Diretta da: Andrew Grieve

### Trama
Il comandante Pellew, capitano della HMS Indefatigable, decide di iscrivere il suo protetto, Orazio Hornblower, all'esame di tenente. Nel frattempo la Spagna ha fatto pace con la Francia e non è più un alleato della Gran Bretagna. Una nave spagnola affonda una nave da trasporto inglese, poco dopo l'indy, di passaggio, raccoglie i superstiti, tra cui il capitano Foster, detto il temerario, per il quale i giovani ufficiali hanno profonda ammirazione.
La Spagna con questi attacchi priva la flotta inglese di rifornimenti, e il comandante Pellew è costretto a dimezzare le razioni. Questo porta il marinaio Bunting a commettere furti, viene scoperto da Hornblower, rimproverato da Pellew e punito con la fustigazione.
L'indy deve scortare il Caroline, nave da trasporto, e il signor Tapling, del servizio diplomatico, a comprare rifornimenti ad Orano (sulla costa africana). Ben presto si scopre che la città è invasa dalla peste, così Hornblower, che era sceso a terra con Tapling, viene nominato capitano della Caroline, con l'ordine di restare in quarantena per tre settimane. Hornblower, a corto di mani sul Caroline, ma soprattutto volendo riscattare Bunting, gli dà la possibilità di dimostrare il suo valore. Più tardi, mentre sono a terra per la raccolta dell'acqua, vengono attaccati da alcuni soldati spagnoli, Bunting tenta di fuggire ma fermato da Hornblower si uccide.
Tornati alla Caroline scoprono che il capitano Foster sta prelevando del bestiame per la sua nave, violando l'ultima settimana di quarantena. Hornblower lo rimprovera e la loro amicizia sembra rompersi. 
Tornati a Gibilterra, Hornblower affronta il suo esame, e la brutta notizia è che uno degli esaminatori è proprio il comandante Foster. L'esame sta andando male, quando un grido di allarme lo interrompe: una nave incendiata senza equipaggio sta minacciando le navi inglesi ormeggiate. Eroicamente Hornblower e Foster abbordano la nave e la dirottano. Foster sfida a duello un altro esaminatore, Hammond, e l'esame di Hornblower non può essere portato a termine.
- Interpreti: (Ioan Gruffudd (Guardiamarina Orazio Hornblower), Robert Lindsay (Capitano Sir Edward Pellew), Denis Lawson (Capitano 'Dreadnought' Foster), Ian McNeice (Tapling), Christopher Fulford (Bunting), Jonathan Coy (Tenente Bracegirdle), Ian McElhinney (Capitano Hammond), Paul Copley (Matthews), Chris Barnes (Finch), Sean Gilder (Styles), Simon Sherlock (Oldroyd), Colin MacLachlan (Master Bowles), Rupert Holliday-Evans (Steward), Frank Boyce (Guardiamarina Cleveland)

## Il diavolo e la duchessa
- Titolo originale: The Duchess and the Devil
- Diretta da: Andrew Grieve

### Trama
Gibilterra, Hornblower deve portare in Inghilterra la nave francese Le Reve, che ha catturato. Gli vengono consegnati dei dispacci per l'ammiragliato e anche, cosa insolita, una passeggera, la Duchessa di Wharfedale, perché venga ricondotta a casa. Purtroppo Le Reve viene catturata dagli spagnoli e l'equipaggio imprigionato. Nella prigione spagnola Orazio trova Kennedy, disperato, da mesi in solitudine. Hornblower vuole aspettare a fuggire che Kennedy abbia ripreso le forze, ma deve scontrarsi con il signor Hunter che non vuole aspettare e tenta una fuga azzardata, facendo punire Orazio. In una notte di tempesta dalla spiaggia Hornblower assiste al naufragio sugli scogli di una nave spagnola, inseguita dall'Indifatigable. Orazio convince don Massaredo, il comandante della prigione, promettendo di fare ritorno, a mandarlo in mare con i suoi uomini per salvare i superstiti, tra cui, con sorpresa, trova la duchessa, che credeva ormai al sicuro in Portogallo. Al termine della tempesta vengono raccolti dall'indy. Sir Pellew comunica a Hornblower che in virtù del coraggio dimostrato nell'episodio della nave incendiaria gli viene confermata la nomina a tenente. Hornblower chiede di essere rimandato a riva per ottemperare alla parola data, e gli alti prigionieri si uniscono. Al ritorno don Massaredo comunica che le loro maestà hanno concesso la grazia ai prigionieri per il coraggio dimostrato.
- Interpreti: Ioan Gruffudd (Orazio Hornblower), Robert Lindsay (Capitano Sir Edward Pellew), Cherie Lunghi (Duchessa di Wharfedale), Andrew Tiernan (Guardiamarina Hunter), Ronald Pickup (Don Massaredo), Jamie Bamber (Guardiamarina Kennedy), Jonathan Coy (Tenente Bracegirdle), John Woodvine (Sir Hew Dalrymple), Paul Copley (Matthews), Sean Gilder (Styles), Simon Sherlock (Oldroyd), Vincent S. Boluda (Tenente spagnolo), Jolyon Baker (Capitano Joubert), Colin MacLachlan (Bowles)

## Rane e gamberi
- Titolo originale: The Frogs and the Lobsters (aka The Wrong War)
- Diretta da: Andrew Grieve

### Trama
François de Charette (John Shrapnel), un generale monarchico in esilio, decide di radunare i realisti superstiti e raccogliere un esercito in Francia per ripristinare il re al potere. Invita la Marina britannica a traghettarlo con le truppe francesi (le rane) e una compagnia di giubbe rosse inglesi (le aragoste) a Quiberon. Ma qualcosa è andato storto. Un tenente che stava portando una copia degli ordini viene assassinato e gli ordini rubati. Il capitano Pellew, cui è stata affidata la missione, ritiene che sia opera di spie francesi e chiede all'ammiraglio Hood di rinviare l'invasione, ma questo non è possibile, e l'esercito si mette in viaggio. 
Il tenente Hornblower è assegnato a una divisione dell'esercito francese, comandata dal colonnello Moncoutant, marchese di Muzillac, e la compagnia del maggiore Edrington. Il loro compito è di tenere il ponte di Muzillac, ma il marchese di Muzillac si rivela un pazzo macellaio con l'ossessione per la vendetta e non fa nulla per aiutare l'invasione. Nel villaggio Hornblower si innamora di Mariette. Come temeva Pellew, la missione si rivela un disastro, le truppe di Charette vengono annientate in un'imboscata, e al comandante non resta che ordinare di tornare a Muzillac per recuperare i superstiti. Durante la ritirata dal villaggio Mariette viene uccisa dalle truppe francesi, e un Hornblower distrutto viene portato a bordo dal suo amico Kennedy.
- Interpreti: Ioan Gruffudd (Orazio Hornblower), Robert Lindsay (Capitano Sir Edward Pellew), Antony Sher (Colonnello Moncoutant), John Shrapnel (Generale Charette), Samuel West (Maggiore Edrington), Peter Vaughan (Ammiraglio Lord Hood), Jean Badin (Fauré), Jamie Bamber (Acting Tenent. Archie Kennedy), Paul Copley (Matthews), Jonathan Coy (Tenente Bracegirdle), Sean Gilder (Styles), Ian Lindsay (Collins), Colin MacLachlan (Bowles), Simon Sherlock (Oldroyd), Estelle Skornik (Mariette)

## Gloria e disonore
- Titolo originale: Mutiny
- Diretta da: Andrew Grieve

### Trama
Kingstone, Giamaica. Nella cella del carcere militare Sir Edward Pellew visita il tenente Orazio Hornblower, in attesa del suo processo con l'accusa di ammutinamento. Comincia il racconto dei fatti che lo hanno portato in carcere, a partire da sei mesi prima, quando lui e il suo amico Archie Kennedy vengono trasferiti (terzo e quarto tenente) a bordo della HMS Renown, al comando del famoso capitano James Sawyer. Diventa subito evidente a molti degli ufficiali che il capitano è affetto da follia di qualche tipo. È crudele e vede complotti ovunque. Orazio e il guardiamarina Wellard diventano oggetto particolare della sua ira. Ad aggravare la situazione il comandante in seconda, un uomo di poca esperienza e con poco carattere, non portato al comando. Il comandante cade nella stiva, e con non poca difficoltà viene dichiarato dal medico di bordo inadatto al comando.
- Interpreti: Ioan Gruffudd (Terzo Tenente Orazio Hornblower), Robert Lindsay (Commodoro Sir Edward Pellew), David Warner (Capitano James Sawyer (HMS Renown)), Nicholas Jones (Primo Tenente Buckland), Paul McGann (Secondo Tenente Bush), Jamie Bamber (Quarto Tenente Archie Kennedy), Philip Glenister (Artigliere Hobbs), Paul Copley (Nostromo Matthews), Sean Gilder (Aiuto Nostromo Styles), David Rintoul (Dr. Clive, Medico di bordo), Terence Corrigan (Guardiamarina Wellard), Gilly Gilchrist (Randall), Paul Brightwell (Sergente di marina Whiting)

## Il prezzo dell'amicizia
- Titolo originale: Retribution
- Diretta da: Andrew Grieve

### Trama
La storia prosegue dall'episodio precedente. Prima di procedere con la Renown per la Giamaica, i tenenti Hornblower, Kennedy e Bush (secondo anziano) convincono l'insicuro e indeciso tenente Buckland, ora facente funzione di comandante, che sarebbe opportuno lanciare un attacco a sorpresa contro la fortezza spagnola di Santo Domingo, sicuri che farebbe una buona impressione alla loro corte marziale con l'accusa di ammutinamento. La situazione già non rosea viene complicata da Buckland, che suscita l'inimicizia dei ribelli locali. Gli uomini agli ordini di Bush e Hornblower riescono ad espugnare il forte, ma scoprono che era da mesi sotto l'assedio dei ribelli locali. Fatto bottino delle navi spagnole fanno rotta per Kingstone. Buckland, geloso e invidioso del giovane tenente Hornblower, gli affida il comando delle tre golette spagnole. Durante la notte però i prigionieri a bordo della Renown riescono a liberarsi. Nel tafferuglio il comandante Sawyer e il guardiamarina Wellard vengono uccisi, Buckland catturato nel sonno, cosa che lo disonorerà durante la corte marziale, Kennedy e Bush feriti. L'ordine viene ristabilito dall'arrivo di Hornblower. Durante la corte marziale Kennedy, consapevole di essere in fin di vita, si accusa dell'attentato al comandante Sawyer, salvando il suo amico Hornblower, cui viene affidato il comando di una goletta spagnola, rinominata Retribution. 
- Interpreti: Ioan Gruffudd (Terzo Tenente Orazio Hornblower), David Warner (Capitano James Sawyer (HMS Renown)), Robert Lindsay (Commodoro Sir Edward Pellew), Nicholas Jones (Primo Tenente Buckland), Paul McGann (Secondo Tenente Bush), Jamie Bamber (Quarto Tenente Archie Kennedy), Terence Corrigan (Guardiamarina Wellard), Philip Glenister (Artigliere Hobbs), David Rintoul (Dr. Clive, Medico di bordo), Paul Copley (Nostromo Matthews), Sean Gilder (Aiuto Nostromo Styles), Paul Brightwell: Sergente di marina Whiting), Katia Caballero (Señora Ortega), John Castle (Capitano Collins), Antonio Gil (Colonnello Francisco Manuel Ortega), Gilly Gilchrist (Randall), Ian McElhinney (Capitano Hammond), Hugh Quarshie (François Le Fanu, capo dei ribelli)

## L'onore è salvo
- Titolo originale: Loyalty
- Diretta da: Andrew Grieve

### Trama
La guerra con la Francia è finita da un anno e il facente funzioni di comandante Orazio Hornblower si ritrova a terra, di nuovo tenente e a mezza paga. Per guadagnarsi da vivere gioca a carte al club degli ufficiali. La fortuna si presenta in forma di Sir Edward Pellew, il suo mentore ed ex comandante. Orazio presto si trova ancora una volta promosso a comandante e responsabile di uno sloop, la HMS Hotspur. Sceglie come primo ufficiale il suo vecchio compagno di bordo, tenente Bush, insieme con Matthews e Stiles, due marinai con lui dai tempi dell'Indy. Il suo compito è di trasportare un ufficiale francese, il maggiore Côtard, fino alla costa, ma una volta a terra, Orazio scopre che Napoleone sta accumulando una forza di invasione. Ancora una volta in guerra, gli uomini della Hotspur hanno il compito di guidare un attacco contro una batteria costiera in vista della flotta britannica. Hornblower si rende presto conto di avere un traditore fra il suo equipaggio, Wolf, il timoniere. Orazio si fidanza con Maria, la figlia della sua padrona di casa.
- Interpreti: Ioan Gruffudd (Comandante Orazio Hornblower), Robert Lindsay (Ammiraglio Sir Edward Pellew), Paul McGann (Tenente Bush), Lorcan Cranitch (Wolfe), Tony Haygarth (Prowse), Julia Sawalha (Maria Mason), Barbara Flynn (Signora Mason), Paul Copley (Matthews), Sean Gilder (Styles), Greg Wise (Maggiore Côtard), Ian McElhinney (Capitano Hammond), Christian Coulson (Guardiamarina John 'Jack' Hammond), Ron Cook (Steward James Doughty), Jonathan Forbes (Guardiamarina Charles Orrock)

## L'arte del comando
- Titolo originale: Duty
- Diretta da: Andrew Grieve

### Trama
L'ammiraglio Pellew interviene al matrimonio di Hornblower e Maria, e gli ordina di salpare alla ricerca del Grasshopper, sloop-of-war capitanato da Bracegirdle, tenente di Hornblower ai tempi dell'Indy. La nave stava pattugliando un tratto di costa francese, ma non inviava la relazione da più di due settimane. Ritrovato Bracegirdle, unico sopravvissuto alla tempesta e all'attacco dei francesi, vanno in ricognizione. Bracegirdle scopre qualcosa, ma muore prima di riuscire a riferirlo. Hornblower riceve l'ordine di tornare a continuare la missione di Bracegirdle. Durante una violenta tempesta l'Hotspur prende a bordo due passeggeri, una donna americana e suo marito, svizzero di lingua francese. L'Hotspur viene abbordata da Wolfe, il traditore irlandese, che tenta di catturare i due passeggeri, viene fermato e Hornblower scopre che i due sono in realtà il fratello di Napoleone e sua moglie. Hornblower scopre il piano dei francesi, e riesce ad impedirlo affondando le tre navi francesi che stavano salpando cariche di uomini per invadere l'Irlanda. Hornblower riceve l'ordine, suo malgrado, di dividere la coppia e riconsegnare il fratello di Napoleone ai francesi, la moglie agli americani. L'ammiraglio Pellew viene promosso, e prima di lasciare l'ammiragliato promuove il commander (equivalente all'epoca all'attuale capitano di corvetta) Hornblower a post-captain (capitano di vascello).
- Interpreti: Ioan Gruffudd (Comandante Orazio Hornblower), Robert Lindsay (Ammiraglio Sir Edward Pellew), Paul McGann (Tenente Bush), Lorcan Cranitch (Wolfe), Tony Haygarth (Prowse), Julia Sawalha (Maria Mason), Barbara Flynn (Signora Mason), Paul Copley (Matthews), Sean Gilder (Styles), Jim Carter (Etheridge), Ron Cook (Steward James Doughty), Jonathan Coy (Capitano Bracegirdle), Jonathan Forbes (Guardiamarina Charles Orrock), David Birkin (Jérôme Bonaparte), Camilla Power (Betsy)